# Q2
Q2 was de tweede televisiezender van DPG Media. Sinds de lancering op 30 januari 1995 als Ka2 heeft de zender vele namen en logo's gekregen. Later kreeg de zender de naam Kanaal 2. Op 29 februari 2008 werd Kanaal 2 omgedoopt tot 2BE en zond het vooral Amerikaanse en reality-series uit. Op 28 augustus 2016 werd 2BE omgedoopt tot Q2 waarbij de bestaande programma's werden aangevuld met programma's rond avontuur, muziek en beleving. Op 31 augustus 2020 werd de zender opgedoekt en vervangen door een nieuwe zender onder het VTM-merk, VTM 2.

## Geschiedenis

### Ka2
In 1995 startte Ka2 met programma's van eigen bodem zoals Vanavond Niet, schat, een controversieel programma over seks met Goedele Liekens, Tilt! en Nieuws 2. De zender had destijds de bedoeling een soort Canvas te maken maar dan binnen de VTM-groep.

### Kanaal 2
In 1997 werd de zender verjongd. Hun imago is veranderd door middel van een nieuw logo ("Kanaal" in blokletters met een vette 2 op een gele achtergrond) en door meer Amerikaanse programma's.
In 2000 bestond Kanaal 2 vijf jaar. Dit was ook het jaar van Big Brother. Het eerste seizoen van het programma was een schot in de roos, dit allemaal dankzij de weekenduitzendingen die bijna 1 miljoen kijkers aantrokken.

### KANAALTWEE

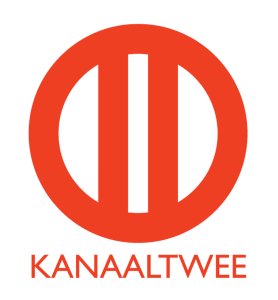
Logo van KANAAL TWEE (2003-2007)

In 2003 werd Kanaal 2 omgedoopt tot KANAALTWEE. Het logo met de grote 2 verdwijnt voorgoed en een cirkel met twee verticale strepen komt in de plaats.
2004 was voor KANAALTWEE een concurrentiestrijd met de andere zenders waarbij de zender het onderspit moest delven. Programma's zoals Meet My Folks, Ciao Bella en De Kooi waren binnen enkele weken al afgevoerd. Ook het lage marktaandeel van Kanaaltwee (minder dan 5%) speelde mee. De dagelijkse realitysoap Star Academy boekte minder succes dan verwacht. Desondanks bleef de realitysoap tot het einde van het seizoen. Programma's die toen wel succes hadden, waren Open en Bloot en De Heren Maken de Man. Deze behaalden ruim 200.000 kijkers.
Het najaar van 2005 bezorgde KANAALTWEE onder de slogan "Need Entertainment?" een wind in de rug. Big Brother 2006 wist veel kijkers te boeien met gemiddeld 300.000 dagelijkse kijkers. De liveshows op maandagavond haalden gemiddeld 400.000 kijkers en de finale wist zelfs 600.000 mensen te bekoren.

### 2BE

Logo van 2BE (2014-2016)

Op 15 december 2007 werd bekend dat KANAALTWEE een complete metamorfose zou ondergaan om zijn imago te verbeteren. Men besliste ook om de naam van de zender te veranderen. Aanleiding voor de veranderingen waren onder andere de tegenvallende kijkcijfers van televisieprogramma's als Expeditie Robinson en Big Brother.
Op 29 februari 2008 werd de naam van de zender uiteindelijk gewijzigd in 2BE. De zender richtte zich vanaf toen nog meer op topseries zoals Prison Break. Tevens werden er nieuwe seizoenen gepland van Hagger Trippy, Expeditie Robinson en 71° Noord.
Sinds 29 januari 2013 zendt 2BE ook uit in HD.
Het oorspronkelijke logo van 2BE, in de vorm van een kubus, werd op 24 maart 2014 vervangen.

### Q2
Op 10 juni 2016 raakte bekend dat 2BE zal worden omgedoopt tot Q2. Het kanaal zal gaan functioneren als televisiepoot van de radiozender Qmusic. De doelgroep van de zender blijft echter behouden. De programmatie met onder andere internationale series, films en de Champions League wordt aangevuld met nieuwe programma's rond avontuur, muziek en beleving. De datum werd op 17 augustus bekendgemaakt, sinds 28 augustus 2016 gaat 2BE door het leven als Q2.

### VTM 2
Op 10 augustus 2020 maakte DPG Media bekend dat Q2, Vitaya en CAZ op 31 augustus 2020 ophouden te bestaan en vervangen worden door respectievelijk VTM 2, VTM 3 en VTM 4. Samen met VTM krijgen de vier zenders de oude slogan "VTM kleurt je dag". VTM 2 zal zich gaan profileren als realityzender, met lokale en internationale programma’s. Drie avonden per week zal de zender lokale programma’s brengen.

## Programma's

### Eigen producties
- Foute Vrienden
- 71° Noord
- 100 Hete Vragen
- Balls of Steel
- Beet!
- Benelux' Next Top Model
- Benidorm Bastards
- Crimi Clowns
- En toen kwam ons ma binnen
- Expeditie Robinson
- Superstaar
- Tragger Hippy (Hagger Trippy/Trigger Happy)
- Lost in Tokyo
- M!LF
- Roeiers Zonder Grenzen
- Wat als?
- Advocaat van de duivel